# Hugh de Audley
Hugh de Audley (ur. 1289, zm. 10 listopada 1347) – młodszy syn sir Hugh de Audley of Stratton Audley i Isolt Mortimer, córki Edmunda Mortimera of Wigmore. Jego rodzina pochodziła z Oxfordshire i wiernie służyła Koronie.
Hugh pojawia się po raz pierwszy jako świeżo pasowany rycerz na dworze króla Edwarda II w listopadzie 1311 r. Szybko stał się ważną figurą na dworze. 28 kwietnia 1317 r. umocniła się ona, kiedy w Windsorze poślubił krewniaczkę króla, Margaret de Clare (1293 - kwiecień 1342), córkę Gilberta de Clare, 7. hrabiego Hertford i Joanny z Akki, córki króla Edwarda I, ojca Edwarda II. Margaret była wdową po straconym faworycie królewskim, Piersie Gavestonie, i dziedziczką 1/3 rozległych włości de Clare'ów.
Pomiędzy 1316 a 1319 r. Audley był jednym z niewielu dworzan, którzy cieszyli się łaskami Edwarda II. Miał jednak mniejsze wpływy niż inni królewscy ulubieńcy - Roger Damory i Hugon Despenser Młodszy. W 1317 r. po raz pierwszy zasiadł w Parlamencie. W 1318 r. opozycja królewskiego kuzyna, hrabiego Lancaster, zmuszał Audleya do usunięcia się z dworu. Audley wstąpił do armii królewskiej i we wrześniu 1319 r. brał udział w oblężeniu zamku Berwick.
Tymczasem coraz większy wpływ na Edwarda wywierał Hugon Despenser Młodszy, zresztą szwagier Audleya. Miał on chęć na tę część włości de Clare'ów, które wniosła w posagu żona Audleya. W 1320 r. wyrugował przeciwnika z tych obszarów. To spowodowało, że Audley przyłączył się do feudalnej opozycji, kierowanej przez Lancastera. W kwietniu 1321 r. wszystkie włości Audleya został skonfliskowane, a on sam pojmany w marcu 1322 w Boroughbridge. Okres 1322–1326 r. Audley spędził w więzieniu. Egzekucji uniknął tylko dzięki wpływowi żony.
Po detronizacji Edwarda w 1326 r. Audley otrzymał z powrotem skonfiskowane dobra. W 1328 r. razem z Henrykiem Plantagenetem, 3. hrabią Lancaster, zbuntował się przeciwko władzy królowej Izabeli i Rogera Mortimera. W styczniu 1329 r. Audley poddał się i musiał zapłacić 10 000 funtów odszkodowania.
W 1330 r. udany zamach stanu przeciwko Mortimerowi przeprowadził Edward III. Audley stał się jego wiernym stronnikiem. W 1331 r. wyjeżdżał jako poseł do Francji, a w następnych latach uczestniczył w wyprawach na Szkocję. W marcu 1337 r. został kreowany hrabią Gloucester w zamian za zasługi dla Korony. W latach 1337–1338 brał udział w oblężeniu Dunbar w Szkocji. W 1339 r. towarzyszył Edwardowi III w wyprawie do Flandrii. Brał udział w bitwie pod Sluys w 1340 r. W 1342 r. brał udział w kampanii bretońskiej.
Zmarł 10 listopada 1347 r. Z żoną Margaret de Clare doczekał się jednej córki, Margaret (1318 - 7 września 1347), która poślubiła Ralpha Stafforda, 1. hrabiego Stafford. Gloucester został pochowany w opactwie w Tonbridge.